# Guyoult
Der Guyoult ist ein Küstenfluss im Westen von Frankreich, der im Département Ille-et-Vilaine der Region Bretagne nördlich der Stadt Rennes verläuft.

## Geografie

### Verlauf
Der Guyoult entspringt im nordöstlichen Gemeindegebiet von Cuguen, verläuft in einer S-Kurve generell Richtung Nordwest und mündet nach rund 33 Kilometern bei Le Vivier-sur-Mer, an der Grenze zur Nachbargemeinde Mont-Dol im Golf von Saint-Malo in den Ärmelkanal. Der Guyoult quert im Umland von Dol-de-Bretagne die Bahnstrecke Lison–Lamballe und die Bahnstrecke Rennes–Saint-Malo sowie die autobahnähnlich ausgebaute Nationalstraße 176.

### Orte am Fluss
(Reihenfolge in Fließrichtung)
- La Villate, Gemeinde Cuguen
- La Villemberge, Gemeinde Trans-la-Forêt
- Villeneuve, Gemeinde Broualan
- Le Gruer, Gemeinde La Boussac
- La Landelle, Gemeinde Pleine-Fougères
- Le Chênay, Gemeinde La Boussac
- La Durantais, Gemeinde Epiniac
- Pont Galou, Gemeinde Baguer-Pican
- Dol-de-Bretagne
- Mont-Dol
- Les Rivières, Gemeinde Le Vivier-sur-Mer
- Le Pont du Vivier, Gemeinde Mont-Dol
- Le Vivier-sur-Mer